# Agiosoritissa

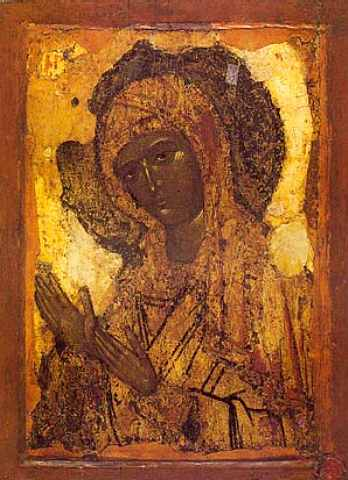
Agiosoritissa. Partie de l'iconostase centrale de la Cathédrale de la Dormition de Moscou au Kremlin. Fin du XIVe siècle.Byzantine

L'Agiosoritissa (du grec ancien : Ἁγία Σορός, Saint-Reliquaire de la Ceinture de la Vierge), appelée aussi Sviatoratchitsa, Khalkopratiskaïa, est un des types de représentation de Marie, la Mère de Dieu, sans son enfant, et se présentant habituellement légèrement tournée de côté (droit ou gauche), les mains orientées pour la prière.

## Histoire et description
Connu parmi les œuvres byzantines dès les IXe et Xe siècles, ce type d'icône est largement répandu durant les XIIe au XVe siècle. Cette iconographie fait référence aux compositions de déisis dans lesquelles la Vierge Marie adresse une supplique à Jésus-Christ pour l'humanité. Ce qui permet de lui ajouter le nom d' Intercesseur (Zastoupnitsa). Les représentations de la Mère de Dieu dans la déisis byzantine, sont d'ailleurs classées dans le genre Agiosoritissa par les Russes. Dans la tradition grecque, des icônes de ce genre sont aussi appelées Paraklesis (invocation, prière) parce qu'elles représentent la Vierge Marie portant dans la main un rouleau, sur lequel est inscrit le texte de la prière à son fils.
Un des types d'icônes représentant la Sainte-Vierge paraklesis (en russe : agiosoritissa) dans l'iconographie russe a reçu le nom de Bogolioubovskaïa (suivant le nom d'André Ier Bogolioubski qui représente la Mère de Dieu, en prière devant son fils Jésus-Christ, avec dans ses mains un rouleau. Il en existe un exemplaire à Vladimir qui est considéré comme miraculeux par certains croyants. Dans de telles compositions de type déisis,
à l'origine des icônes russes Agiosoritissas, la Mère de Dieu est représentée en pied, debout, adressant une supplique à son fils Jésus-Christ qui est représenté dans un coin supérieur de l'icône, comme au ciel. À ses pieds se tient Saint-André Ier Bogolioubski et également fréquemment des personnages dont le nombre et la disposition varie fortement d'une icône à l'autre. La Mère de Dieu est représentée dans ces icônes Bogolioubovskaïa comme l'intercesseur et la médiatrice, mais elle montre également le chemin et elle prie comme dans les compositions de type Orante (icône) et Odigitria. Dans ces deux derniers types d'icônes la Mère de Dieu est, par contre, plus souvent représentée avec l'Enfant-Jésus que sans lui.

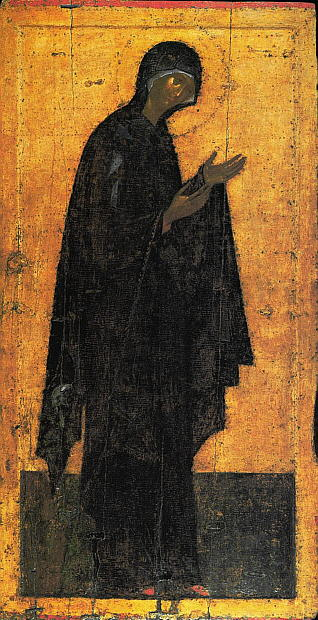
Icône déisis de la Mère de Dieu, partie de l'iconostase de la cathédrale de l'Annonciation de Moscou au kremlin. Théophane le Grec (?), fin XIVe-XVe siècle.
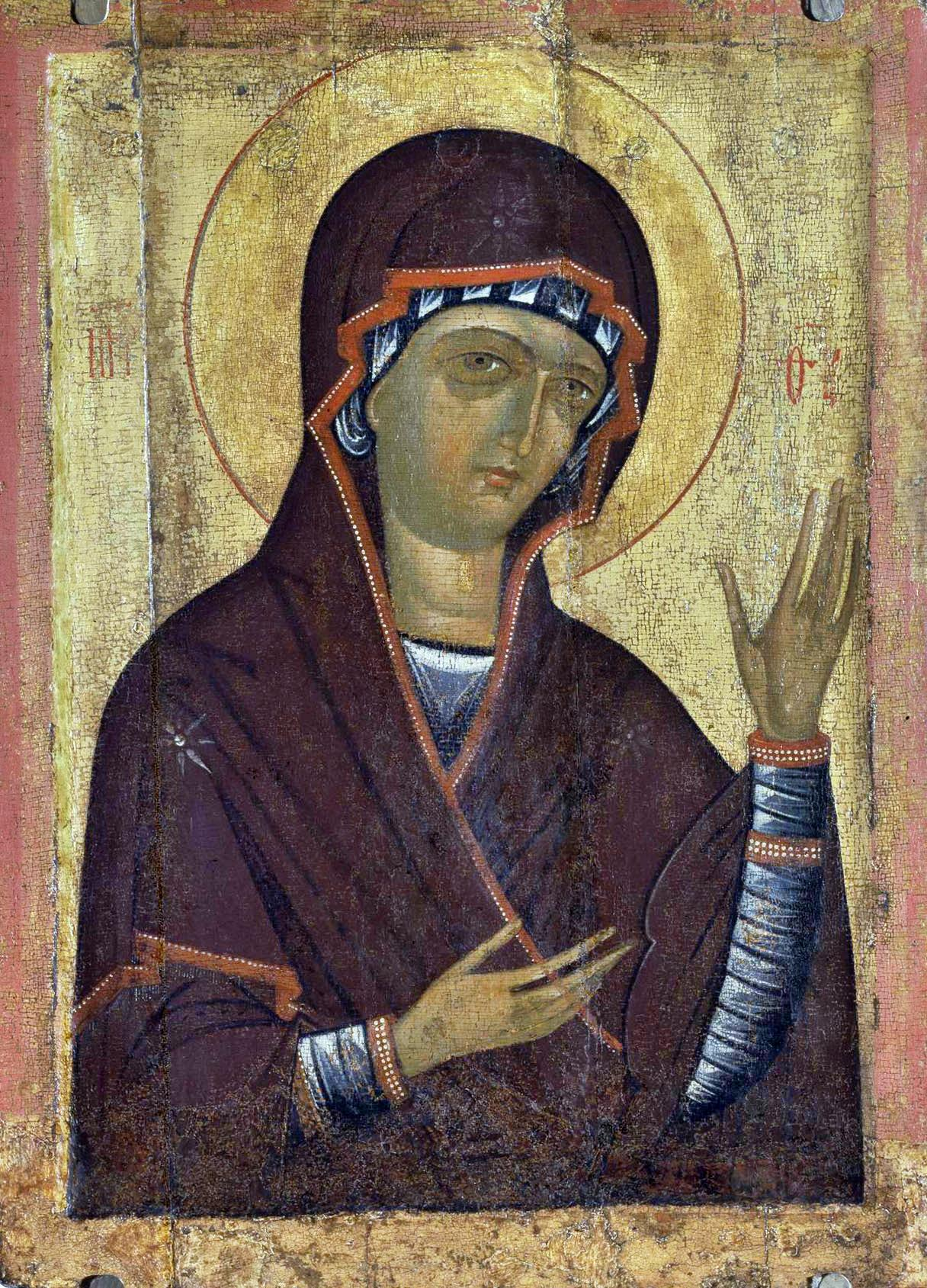
Icône déisis de la Vierge Marie, Tver, première moitié du XVe siècle, musée central de culture ancienne Andreï Roublev. (ЦМиАР), inv.. № КП 441.
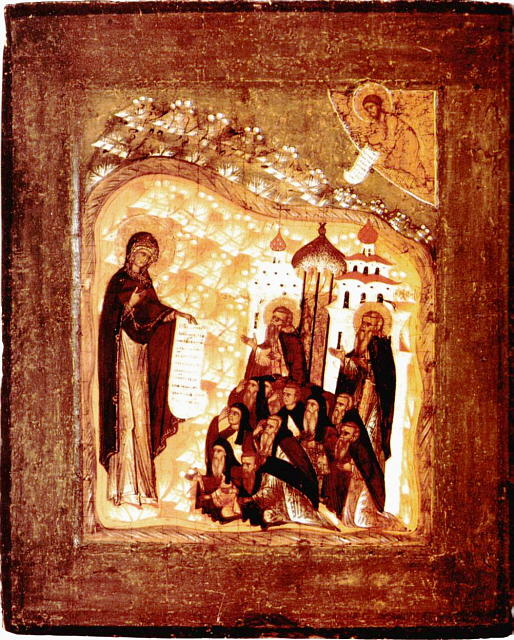
Icône Bogolioubovskaïa de la Mère de Dieu, cimetière des Vieux-croyants du temple Volkov à Saint-Pétersbourg au XVIIe siècle.

## Source
- (ru) Cet article est partiellement ou en totalité issu de l’article de Wikipédia en russe intitulé « Агиосорити́сса » (voir la liste des auteurs).

## Note et référence
1. ↑  Louis Réau L'art russe des origines à Pierre le Grand, Henri Laurens, éditeur à Paris 1920 p. 150